# Ландырев, Евгений Александрович
Евге́ний Алекса́ндрович Ла́ндырев (29 августа 1977, Приморско-Ахтарск, СССР) — российский футболист, нападающий, ныне тренер.

## Карьера

### Игрока
Начинал играть в любительской команде «Русь» (Приморско-Ахтарск). С 1997 по 1998 год выступал за «Кубань» из Славянска-на-Кубани, провёл 45 матчей, забил 8 мячей. С 1998 по 1999 год выступал за «Ростсельмаш», сыграл 2 встречи в чемпионате России и 1 матч в Кубке Интертото. Кроме того, провёл 42 игры и забил 15 голов за «Ростсельмаш-2» во Втором дивизионе.
С 2000 по 2003 год играл в латвийской команде «Вентспилс», провёл 74 матча, забил 43 гола и трижды стал вице-чемпионом Латвии. В 2001 году с 18 мячами занял 5-е место в списке лучших бомбардиров Высшей лиги Латвии. Аналогичную позицию занял в списке латвийских голеадоров и в следующем сезоне, на этот раз с 15 голами. 12 апреля 2003 года на 26 секунде матча с «Ригой» забил самый быстрый гол в истории чемпионатов Латвии.
С 2003 года играл в Болгарии за «Литекс», в 10 матчах забил 4 мяча. Затем в 2004 году перешёл в «Кубань», где провёл 4 игры с 1 забитым голом в российской Премьер-лиге, и ещё 1 встречу сыграл в Кубке России. Помимо этого, сыграл 14 матчей, в которых 5 раз забил, за дублирующий состав клуба. Однако в основном составе так и не закрепился и после 1-го круга чемпионата покинул команду, и затем на полгода выпал из профессионального футбола, для поддержания формы играл на любительском уровне за «Азовец» из Приморско-Ахтарска, которому помог пробиться в Высшую лигу чемпионата Краснодарского края.
В 2005 году сыграл 31 матч и забил 4 гола за «Орёл», после чего с 2006 по 2007 год снова играл в Латвии, на этот раз в клубе «Рига», в составе которого забил 5 мячей в 18 играх.

### Тренера
В Латвии получил лицензию на тренерскую деятельность, которой и занимается после завершения карьеры игрока в любительском «Ахтарце» у себя на родине в Приморско-Ахтарске.

## Достижения
- Вице-чемпион Латвии: 2000, 2001, 2002